# York Minster
York Minster – gotycka katedra położona w Yorku, w hrabstwie North Yorkshire w Anglii. Obok katedry w Kolonii jedna z największych katedr gotyckich w Europie Północnej. Jest siedzibą arcybiskupa Yorku, drugiego co ważności (po arcybiskupie Canterbury) dostojnika w angielskiej hierarchii kościelnej; jest również ośrodkiem administracyjnym diecezji York.
Opiekę nad katedrą sprawuje specjalnie wybrany duchowny, który przyjmuje tytuł Dean of York (rolę tę obecnie pełni Keith Jones). Pełna nazwa kościoła w języku angielskim to The Cathedral and Metropolitan Church of St Peter in York (pol. Katedra i Metropolitalny Kościół pod wezwaniem św. Piotra w Yorku). Niektóre obrzędy sprawowane w katedrze uznaje się za anglokatolickie.

## Historia
Katedra była budowana w kilku etapach, podczas których normańska katedra, istniejąca wcześniej w tym miejscu, była stopniowo zastępowana przez obecną budowlę. Najpierw, kiedy arcybiskupem Yorku był Walter de Gray, zbudowano transept. Po śmierci Waltera de Gray kolejnym arcybiskupem został John le Romeyn, który przebudował nawę główną. Chór został przebudowany w latach 1361–1400 na polecenie arcybiskupa Johna z Thoresby. Następnie (w latach 1405–1415) dobudowano wieżę główną, później wieże zachodnie. Budowę katedry zakończono 3 lipca 1472 roku.
Do budowy użyto kamieni wapiennych, wydobywanych w pobliskim kamieniołomie w Tadcaster.
Reformacja w Anglii nie przyniosła natychmiastowej zmiany – msze nadal odbywano w obrządku katolickim, dopiero w 1567 roku ostatecznie wprowadzono obrządek anglikański. Kolejne zmiany miały miejsce podczas wojny domowej. Pomimo oblężenia Yorku (sprzyjającego królowi) przez siły parlamentu, udało się zapobiec zniszczeniu katedry po poddaniu się miasta.
Katedra kilkakrotnie była niszczona przez pożary. Najpoważniejszy był skutkiem podpalenia dokonanego 1 lutego 1829 przez Jonathana Martina. Ogień był wtedy tak wielki, że topił ołów na dachu katedry i powodował pękanie kamieni wapiennych, z których zbudowana jest katedra; pożar zniszczył średniowieczny chór, organy i dach katedry. Podpalacza złapano; został uznany za chorego psychicznie i trafił do szpitala w Londynie, gdzie zmarł w 1838 roku.
9 listopada 2022 król Karol III odsłonił posąg królowej Elżbiety II, który ustawiono w niszy na fasadzie świątyni.
Obecnie katedra jest udostępniania do zwiedzania, a opłaty są przeznaczane na renowację.

## Architektura
Katedra zbudowana jest na planie krzyża, z ośmiokątnym kapitularzem połączonym z północną częścią transeptu, z jedną centralną wieżą i 2 wieżami w zachodniej części.
W katedrze znajduje się największy obecnie średniowieczny zabytek ze szkła w Anglii – Wielkie Wschodnie Okno. Jest ono także najstarszym angielskim zachowanym dziełem sztuki, którego autor jest znany z imienia i nazwiska – był nim John Thornton z Coventry, który oszklił okno pomiędzy 1405 a 1408 rokiem. Witraż ukazuje sceny z Księgi Rodzaju oraz z Apokalipsy św. Jana.
Katedra ma 160 metrów długości i 76 metrów szerokości. Środkowa wieża ma 71 metrów wysokości, wieże zachodnie – 56 metrów.

## Galeria

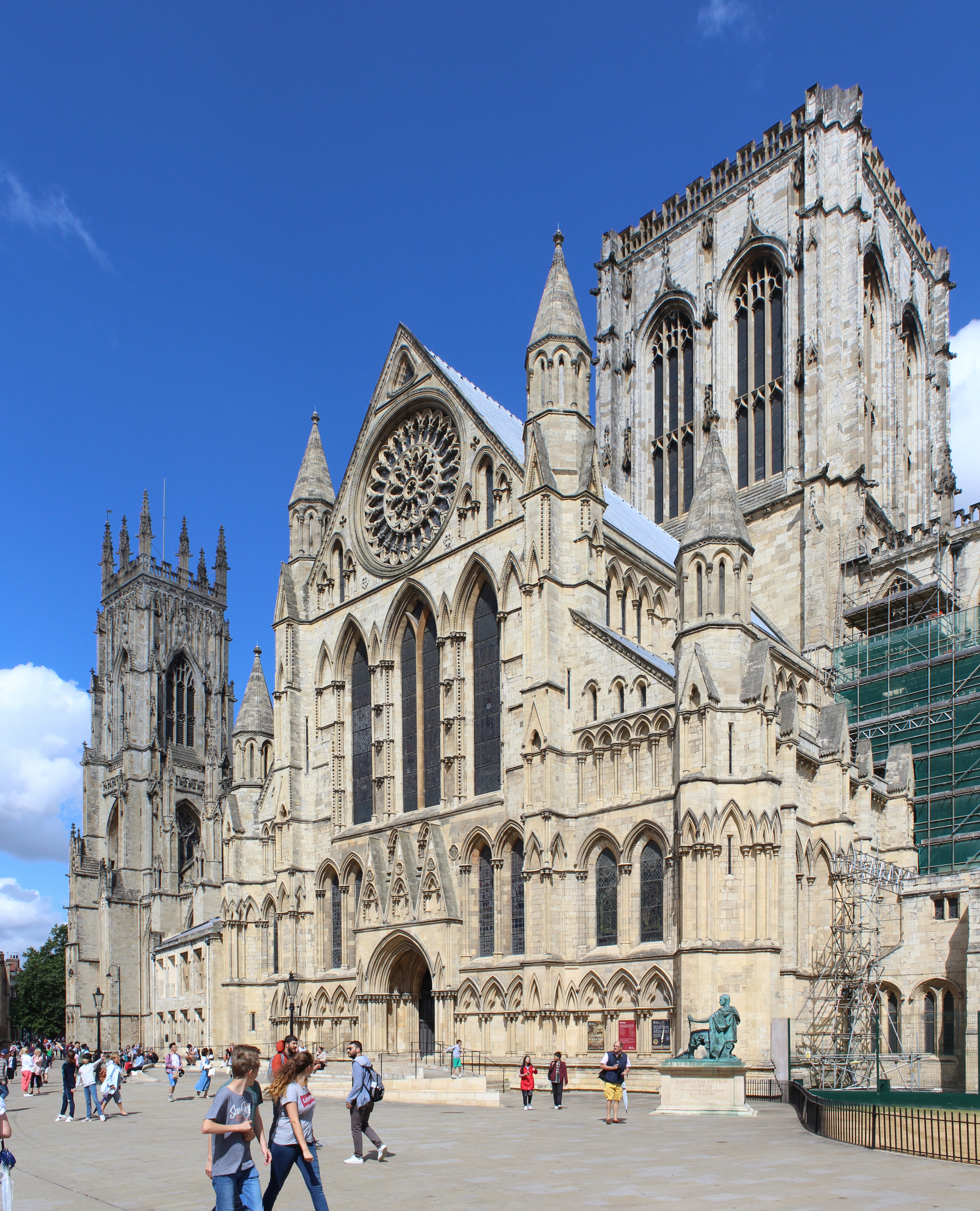
Elewacja południowa
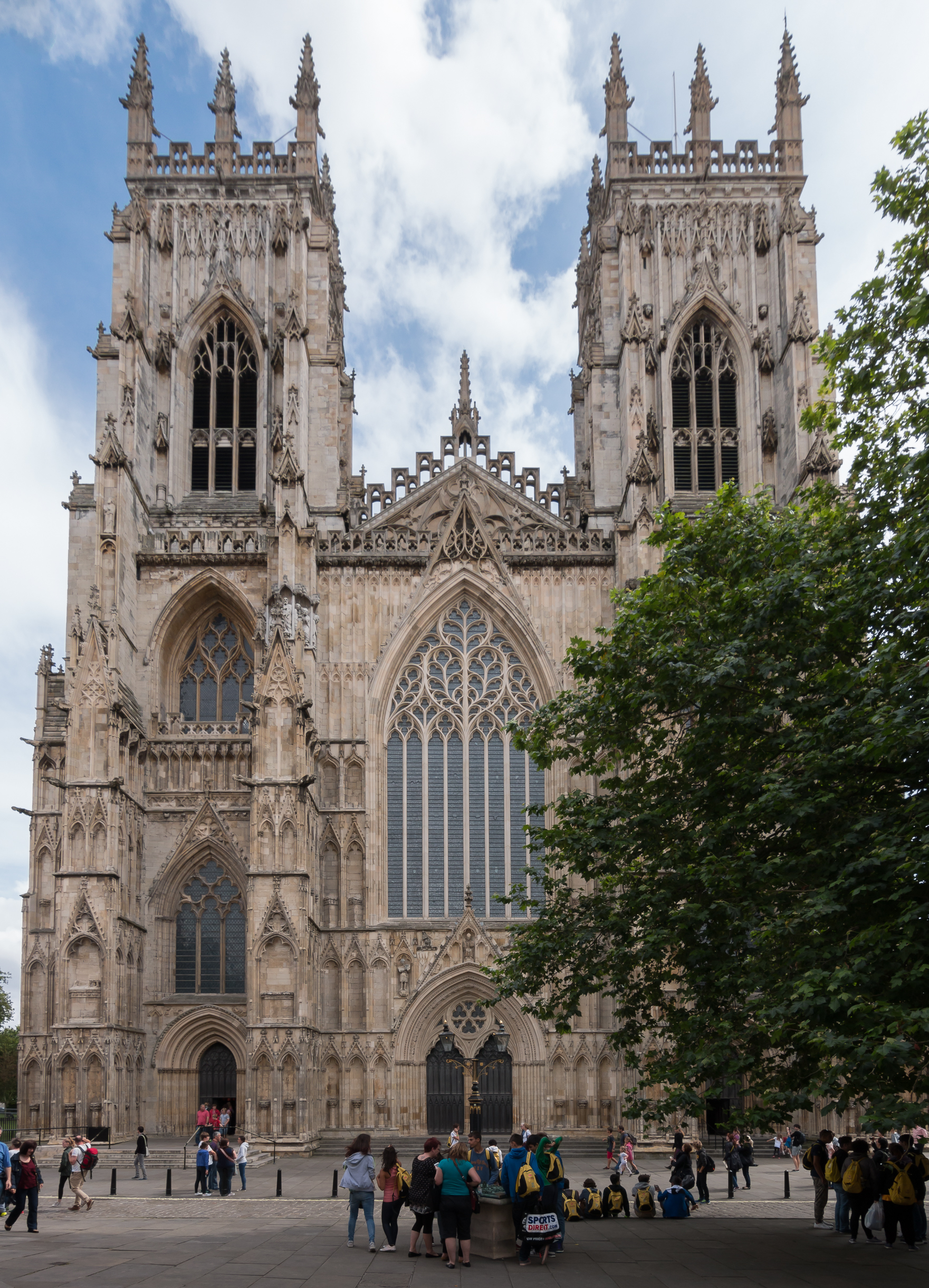
Dwuwieżowa fasada
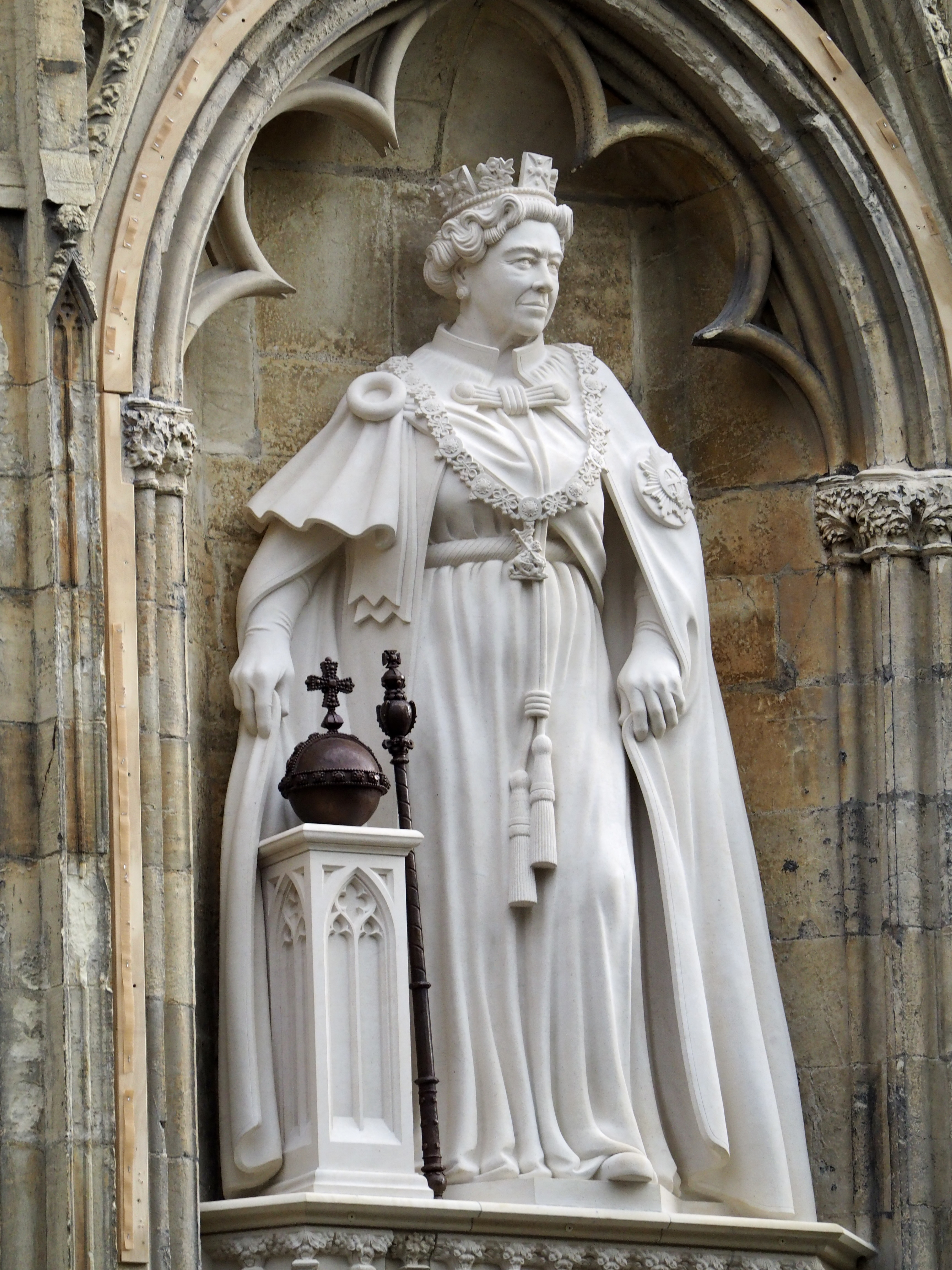
Posąg Elżbiety II na fasadzie
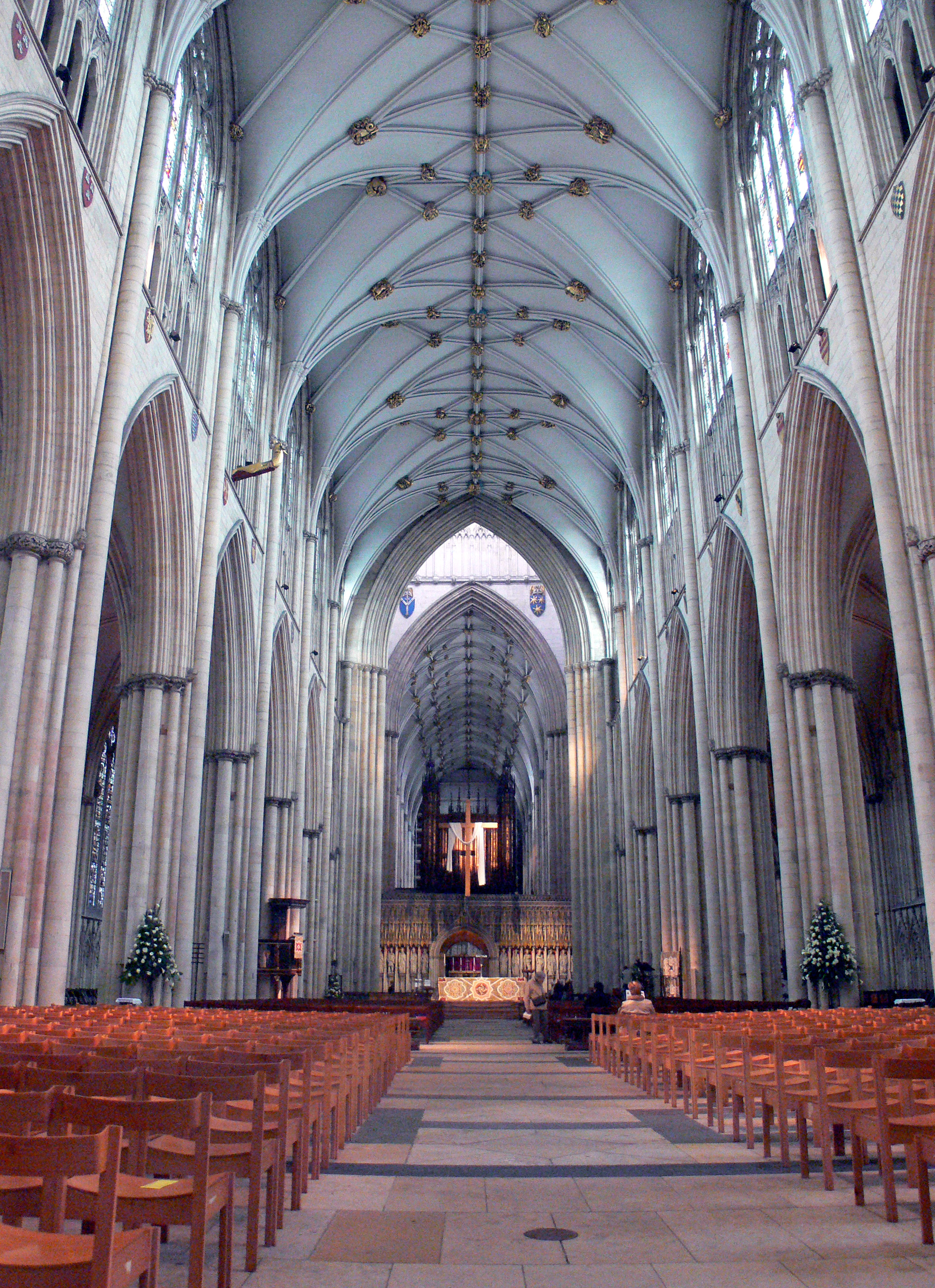
Wnętrze
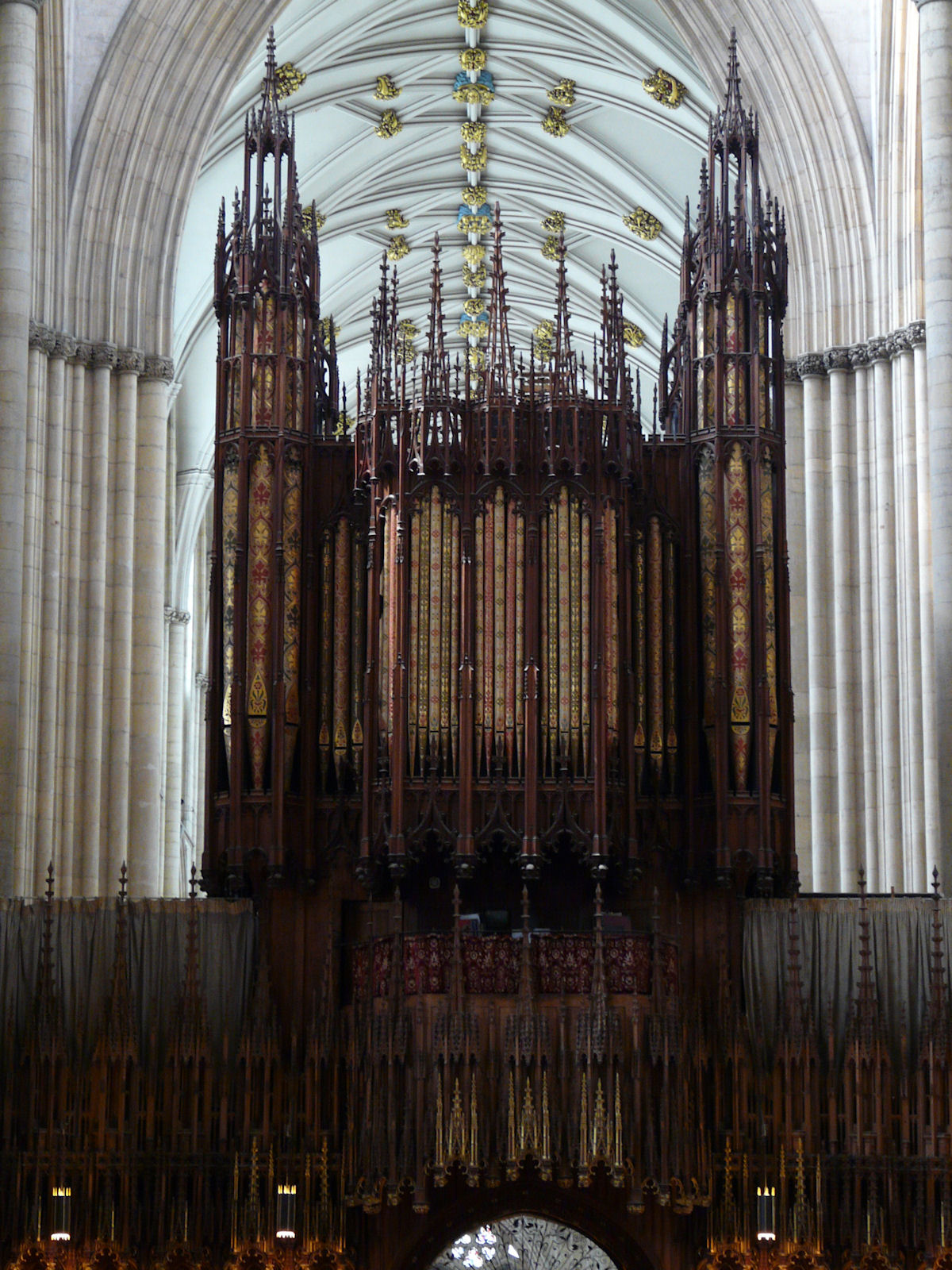
Organy